# Big Brother 2012
Big Brother 2012 var den åttonde säsongen av svenska Big Brother. Gry Forssell var återigen programledare. Serien sändes dygnet runt mellan den 19 februari och 3 juni 2012 på TV11. I september 2011 bekräftade TV11 att en ytterligare säsong skulle komma att produceras till våren 2012. Deltagarna var inlåsta i totalt 106 dagar (15 veckor), och programmen sändes söndag till fredag i TV11. Slutgiltig vinnare blev Hanna Johansson, 29 år från Filipstad.
Likt 2006 års säsong gjordes det ett utbyte mellan deltagare från olika länder i den här säsongen. Under den femte svenska tävlingsveckan besöktes Big Brother-huset av fyra danskar (som tävlade i den danska omgången av Big Brother 2012). Efter att danskarna lämnade svenska huset den 24 mars "kidnappade" de deltagaren Annica Englund, som fick följa med dem tillbaka till Danmark. Annica fick dock återvända till svenska huset igen den 1 april.
Efter att TV4 hade producerat programmet den här säsongen meddelades det att det, av ekonomiska skäl, inte skulle bli någon fortsättning till 2013. Först två år senare kom SBS Discovery Media att köpa rättigheterna av TV4, vilket tillkännagavs den 24 april 2014. Innan TV4 köpte rättigheterna sändes Big Brother Sverige på Kanal 5, vilken SBS Discovery Media också äger. Således återtar SBS Discovery Media rättigheterna, även om den här säsongen kom att sändas på Kanal 9 istället för på Kanal 5.

## Om programmet
Precis som i föregående års säsong sändes veckofinalerna på söndagar kl. 21.00-22.25 i TV11. I dessa program röstades vanligtvis en deltagare ut från huset, dock beroende på hur läget var kunde det också hända att ingen deltagare röstades ut en söndag, alternativt att flera deltagare röstades ut från huset. TV11 sände sedan varje måndag-fredag kl. 22.00-23.00 ett s.k. sammandragsprogram med det bästa av vad som hände under föregående dygn i huset.
En nyhet för denna säsong blev att varje vardagskväll kl. 19.30-20.00 (måndagar) och 19.00-20.00 (tisdag-fredag) direktsände TV11 från huset i originalkanalen TV11. Därmed kunde personer som hade TV-kanalen TV11 se det som skedde i huset live. Precis som i den föregående säsongen kunde man för en summa pengar köpa en abonnemangsrätt att se huset dygnet runt, så kallat 24/7-abonnemang. TV11 la dock ut klipp på hemsidan samt lät alla program ligga ute på TV4 Play gratis (med reklaminslag) i sju dagar från sändningstillfället. För att se söndagsfinalerna och veckoprogrammen live via TV11 Play var man dock tvungen att ha 24/7-abonnemang alternativt ha TV11 som TV-kanal.

### Övrigt
- Fram till den 1 december 2011 tog TV11 emot ansökningar.
- Då ansökningstiden gått ut redovisades det att totalt 10 000 personer sökt till programmet, vilket blev ett nytt svenskt sökrekord för Big Brother.[9]
- Slutcastingen av deltagarna var, enligt TV11, klar omkring den 1 februari 2012.[10][11]
- I den här säsongen införde TV11 en så kallad "Rör ej"-knapp i huset. Detta innebar att om en deltagare tryckte på knappen fick denne ett uppdrag som skulle utföras av personen, oavsett vad det än var. Knapptryckningen kunde både vara positiva och negativa saker som personen skulle få utföra. Under den sjätte och sjunde veckan var det avhoppade Hanna Widerstedt som fick bestämma vad som skulle hända om man tryckte på knappen. Därefter fick tittarna ge Big Brother förslag på vad som skulle kunna hända deltagarna vid en knapptryckning.
- Under ett antal veckor av denna säsong kunde deltagarna i huset köpa olika saker i en varuautomat, då Big Brother införde en egen valuta, kallad BB-dollar.[12] Efter ett antal veckors tävlan togs valutan bort ur spelet.

## Wildcards

### Loftet
Precis som i föregående års säsong inleddes tävlingen med att fyra personer som ej bor i riktiga Big Brother-huset fick tävla om att komma in i huset. Dessa fyra, tre killar och en tjej, bodde på Big Brother-husets tak (ett så kallat loft) och sedan avgjordes det hela genom en webbröstning, där endast en av de fyra fick gå in i riktiga Big Brother-huset. De fyra deltagarna flyttade in på "Loftet" kl 15.00 dagen den 18 februari, dvs. dagen innan de ordinarie deltagarna gick in i huset. Fram till den 22 februari bodde de på "Loftet". De ordinarie deltagarna som gick in i riktiga Big Brother-huset den första dagen (och även de som gick in dagarna därpå) visste inte om att "Loftet" fanns förrän Loftet-vinnaren gick in i huset. "Loftet" kunde enbart följas från TV11 Play, men var till skillnad mot ordinarie huset helt gratis att följa. De fyra som bodde på "Loftet" var (den fetmarkerade vann):
- Alexander "Acke" Pettersson, 35 år, Stockholm
- Jackie Ingevald, 32 år, Stockholm
- Joe Rovik, 24 år, Karesuando
- Ludvig Lannerås, 24 år, Stockholm

### Ej inröstat wildcard
På kvällen dag 5 skickade TV11 in Marcelo Peña, 21 år från Stockholm i huset, som då blev den artonde deltagaren att gå in i huset. Deltagaren hölls fram till dag 5 hemlig för alla, även för tittarna.

### Rodney Da Silvas nya chans
Den 11 mars fick en av 2011 års deltagare, Rodney Da Silva, gå in i Big Brother-huset på nytt. Detta efter att han varit med under den söndagsfinalens livesändning och hjälpt deltagaren Hanna Widerstedt ut ur huset. Big Brother gav sedan Rodney klartecken att gå in i Big Brother-huset på nytt under tjugofyra timmar. Det var sedan upp till tv-tittarna att rösta om Da Silva skulle få stanna kvar i huset eller ej. Dagen därpå kom det slutgiltiga resultatet: av totalt 90 000 röstande gav 87% (78 300) sitt samtycke att han skulle få en ny chans. Därmed fick Rodney stanna kvar i Big Brother-huset.

### Okända wildcards i halvtid
Under den femte söndagsfinalen gick tre nya deltagare in i huset. Dessa deltagare har ej röstats fram av tittarna, utan blev utvalda av TV11. De tre personerna fick som uppdrag att första veckan vara de andra deltagare behjälpliga och vara glädjespridare. De tre fick dock inte vara kvar till slutet, utan blev utröstade av tittarna dag 64, 78 och 85. De tre personerna som gick in i huset den 25 mars var:
- Jennifer Andreasson, 22 år, Stockholm
- Hanna "Hulda" Pettersson, 22 år, Gävle
- Robert ”Vobban” Jonsson, 33 år, Sundsvall

## Deltagare i Big Brother-huset
Dagen innan premiären, den 18 februari 2012, presenterade TV11 de sexton personer som skulle få gå in i huset den första dagen. Dock gick endast tolv personer in den första dagen. De resterande deltagarna gick in en och en per dag under den första veckan. Därefter har det tillkommit wildcards som flyttat in i huset under tidens gång.
| Nr | Deltagare                | Ålder | Stad        | In i huset (dag) | Lämnade huset (dag) | Anmärkning |
| -- | ------------------------ | ----- | ----------- | ---------------- | ------------------- | --- |
| 1  | Hanna Johansson          | 29    | Filipstad   | 2                | 106                 | Gick in i huset kl. 11.50 dag 2. Framröstad slutgiltig vinnare.                                                   |
| 2  | Amandus Allstadius       | 22    | Gnesta      | 1                | 106                 | Originaldeltagare (dag 1). Finalist, andra plats.                                                                 |
| 3  | Annica Englund           | 21    | Östersund   | 1                | 106                 | Originaldeltagare (dag 1). Var i danska Big Brother-huset mellan den 24 mars och 1 april. Finalist, tredje plats. |
| 4  | Marcelo Peña             | 21    | Skarpnäck   | 5                | 99                  | Wildcard, in i huset kl. 19.50 dag 5. Kvarröstad i huset dag 92. Utröstad av tittarna.                            |
| 5  | Lars Bergström           | 33    | Umeå        | 6                | 99                  | Gick in i huset ca kl. 07.00 dag 6. Utröstad av tittarna.                                                         |
| 6  | Camilla Jacobsen         | 26    | Stockholm   | 1                | 92                  | Utröstad av tittarna (efter en andra röstningsomgång).                                                            |
| 7  | Rodney Da Silva          | 24    | Nynäshamn   | 22               | 92                  | Wildcard, in i huset kl. 22.20 dag 22. Utröstad av tittarna.                                                      |
| 8  | Robert "Vobban" Jonsson  | 33    | Sundsvall   | 36               | 85                  | Wildcard, in i huset ca 22.30 dag 36. Utröstad av tittarna.                                                       |
| 9  | Jennifer Andreasson      | 22    | Bålsta      | 36               | 78                  | Wildcard, in i huset ca 22.30 dag 36. Utröstad av tittarna.                                                       |
| 10 | Tenny Engdahl            | 36    | Ekeby       | 1                | 71                  | På sjukhus (utanför huset) dag 14-15 och 60-61. Utröstad av tittarna.                                             |
| 11 | Hanna "Hulda" Pettersson | 22    | Gävle       | 36               | 64                  | Wildcard, in i huset ca 22.30 dag 36. Utröstad av tittarna.                                                       |
| 12 | Joe Rovik                | 24    | Karesuando  | 4                | 57                  | Wildcard, in i huset dag 4. Utröstad av tittarna.                                                                 |
| 13 | Marcel Söderqvist        | 24    | Sundbyberg  | 1                | 50                  | Utröstad av tittarna.                                                                                             |
| 14 | Jimmy Österling          | 32    | Höllviken   | 1                | 43                  | Utröstad av tittarna.                                                                                             |
| 15 | Hanna Rosenberg          | 23    | Stockholm   | 1                | 36                  | Utröstad av tittarna.                                                                                             |
| 16 | Sipan Cakir              | 23    | Örebro      | 1                | 33                  | Tvingades ut ur huset p.g.a. regelbrott.                                                                          |
| 17 | Kija Habibzadeh          | 30    | Malmö       | 2                | 29                  | Utröstad av tittarna.                                                                                             |
| 18 | Hanna Widerstedt         | 20    | Vallentuna  | 1                | 22                  | Avbröt sin medverkan av personliga skäl.                                                                          |
| 19 | Jessica Rasmussen        | 36    | Helsingborg | 1                | 15                  | Utröstad av tittarna.                                                                                             |
| 20 | Petronella Persson       | 24    | Göteborg    | 1                | 8                   | Avbröt sin medverkan av personliga skäl.                                                                          |
| 21 | Juliana Ssempala         | 23    | Jordbro     | 3                | 8                   | Utröstad av tittarna.                                                                                             |
| 22 | Nadia Lindén             | 30    | Hudiksvall  | 1                | 2                   | Tävlade ej, var bara en uppdragslämnare.                                                                          |

## Teman & nominerade
Deltagarna tävlade varje vecka i olika utmaningar, vilket hölls hemligt fram till respektive tävlingsvecka ägde rum. Beroende på reglerna kom deltagarna och/eller Big Brother att varje vecka nominera två eller fler deltagare till utrösning. Det var sedan upp till programmets tittare att telefonrösta ut en deltagare. Big Brother nominerade deltagare som eventuellt bröt mot husets regler och/eller om tävlingsveckan exempelvis innebar att "alla" skulle nomineras etc. Tabellen nedan redovisar veckornas teman, de nominerade, de immuna, eventuella jokrar samt vem som blev utröstad.
| Tävlings vecka | Tema                               | Uppdrag | Resultat                  | Resultat | Resultat                                   | Resultat          | Wildcards (ej i huset)                | Anmärkning |
| Tävlings vecka | Tema                               | Uppdrag | Immunitet                 | Nominerade | Utröstad                                   | Avbröt medverkan  | Wildcards (ej i huset)                | Anmärkning |
| -------------- | ---------------------------------- | --- | ------------------------- | --- | ------------------------------------------ | ----------------- | ------------------------------------- | --- |
| 1 19-26/2      | Familj                             | Då Big Brother valt att ej ha färdigställa huset med nödvändiga prylar var det upp till deltagarna att välja ut vilka prylar som behövde komma in i huset. Under några dagar under veckan fick deltagarna in ett antal lådor på ett rullband. Tre deltagare (Hanna J, Annica och Marcel) fick uppdraget att stå vid rullbandet och välja ut tio av lådorna per dag. Övriga deltagare fick i uppdrag att bli "föräldrar" till olika djur. Utöver detta fick de även andra uppdrag som var familjeangelägna. | Marcelo, Lars             | Annica, Amandus, Camilla, Hanna J, Hanna R, Hanna W, Jessica, Jimmy, Joe, Juliana, Kija, Marcel, Petronella, Sipan, Tenny | Juliana                                    | Nadia, Petronella | Joe, (In dag 4) Marcelo (In dag 5)    | *Tre deltagare (Hanna J, Juliana och Kija) gick in i huset mellan dag 2-3 resterande tolv gick in i huset dag 1. Lars gick in i huset dag 6. *Big Brother nominerade samtliga deltagare som befann sig i huset fram till torsdag eftermiddag till utröstning.                                                                                           |
| 2 27/2-4/3     | Skilda världar                     | Big Brother delade upp deltagarna i två grupper. Den ena gruppen (på sju personer) flyttade in på uppdragsrummets gård, där man levde i "Antarktis", medan den andra gruppen (på åtta personer) fick bo kvar i ordinarie huset som blev "Hawaii". Deltagarna skulle sedan utföra olika uppdrag i respektive landområde och sedan röstade tittarna fram vinnarlaget. Vinnarlaget blev "Antarktis" som fick som pris att två stycken av de fem som varit kvar i laget blev immuna till nominering. | Jimmy, Kija               | Sipan, Jessica, Hanna W                                                                                                   | Jessica                                    | -                 | -                                     | *Big Brother autonominerade Sipan p.g.a. att han bröt mot en av tävlingsreglerna. *Big Brother straffade även Hanna W efter att hon slagit till en kamera. Som straff fick hon tvätta kläder. |
| 3 5-11/3       | Jackass                            | Big Brother delade in deltagarna i tre grupper, som under veckan skulle tävla i olika grenar (under temat Jackass) och samla ihop poäng. Det lag med högst poäng blev veckans vinnare. På onsdagen gick den sista tävlingen, där vinnarna fick en "schlagerkväll" samma lördag. Förlorarna fick i uppdrag att storstäda hela huset. | -                         | Hanna J, Hanna W, Kija, Sipan                                                                                             | -                                          | Hanna W           | Rodney (In dag 22)                    | *Sipan blev autonominerad p.g.a. att han inte klarade av Big Brothers test för att slippa bli automnominerad igen. *Big Brother höll ingen omröstning om vem som skulle få åka ut, däremot kvarstod nomineringarna till följande vecka. |
| 4 12-18/3      | Sjukhuset                          | Likt föregående säsong förvandlades Big Brother till ett sjukhus. Två deltagare, Tenny och Annica, blev husets doktor respektive sjuksyster, medan övriga deltagare blev patienter. Varje patient fick i leken sjukhusroulette sin diagnos utdelad och skulle sedan leva med den under resterande veckan. Under veckans gång skulle deltagarna sedan utföra olika sjukhusuppdrag. Bland annat blev patienterna indelade i två lag (lag blå och röd) med en läkare som coach. Under dessa tävlingar hade dock ingen av patienterna sina åkommor med sig.                                                                   | -                         | Hanna J, Kija, Sipan, Marcelo                                                                                             | Kija                                       | -                 | -                                     | *Big Brother autonominerad Marcelo p.g.a. dåligt uppförande efter livesändningen den 11 mars. *Big Brother behöll nomineringarna från föregående vecka till denna vecka, då det ej blev någon telefonutrösning föregående vecka. |
| 5 19-25/3      | Vikingar                           | Deltagarna fick först leva som vikingar för att sedan bli uppdelade i två lag som under veckan tävlade i olika grenar under vikingatemat. Tittarna röstade sedan fram vinnarlaget. På fredagskvällen (23 mars) invaderades huset av fyra stycken danskar, som tävlar i danska Big Brother 2012. Därefter blev det en trekamp mellan Sverige och Danmark i en vikingatävling, som vanns av Danmark. Som avslutning fick danskarna i uppgift att kidnappa Annica till det danska Big Brotherhuset. | -                         | Hanna R, Marcel, Rodney                                                                                                   | Hanna R                                    | Sipan             | Jennifer, Hanna P, Vobban (In dag 36) | *På grund av regelbrott blev Sipan tvingad att lämna Big Brother-huset. Dessutom blev Hanna R och Marcel autonominerade av samma skäl. |
| 6 26/3-1/4     | Rockabilly                         | Den här veckan producerades 2012 års Big Brother-låt tillsammans med rockabillybandet Top Cats. De fjorton deltagarna som var kvar i huset fick göra en audition för bandet på måndagen, varpå bandet sedan bestämde sig för vilka tre extra medlemmar de ville ha. | Hanna P, Jennifer, Vobban | Amandus, Jimmy | Jimmy                                      | -                 | -                                     | *De tre wildcarden fick i uppdrag att välja ut de två som skulle nomineras för veckan. *Big Brother skickade in två gladiatorer (Bullet och Prime) som skulle hålla ett träningspass med deltagarna den 30 mars) *Big Brother beslöt att de tre nykomlingarna i huset skulle få bestämma vilka som skulle vara röstningsbara till söndagens utröstning. |
| 7 2-8/4        | Humor                              | Den här veckan skulle deltagarna i huset ignorera allt som hade med påsken att göra. Huvudtemat var dock humor, där gruppen delades in i fyra lag som sedan tävlade i olika humorgrenar som stand-up. Efter detta fick deltagarna själva bestämma vem som varit roligast, varpå den personen (Lars) blev immun till nästkommande veckan. | -                         | Hanna P, Jennifer, Marcel, Rodney                                                                                         | Marcel                                     | -                 | -                                     | *Big Brother autonominerade Jennifer och Marcel p.g.a regelbrott. |
| 8 9-15/4       | Rika vs. fattiga                   | Från början delade gruppen in sig i två lag, där det ena laget fick gå in i uppdragrummet medan det andra laget fick vara kvar i huset. De som flyttade in i uppdragsrummet hamnade i den fattiga världen medan de som var kvar i huset hamnade i den rika världen. Big Brother separerade sedan världarna med galler. Under veckan tävlade sedan deltagarna i den fattiga världen om att komma till den rika världen, samtidigt som vissa i den rika världen fick gå in i den fattiga världen. De som bodde i den rika världen fick i uppdrag att bl.a. hånskratta och ignorera de som befann sig i den fattiga världen. | Lars                      | Amandus, Joe | Joe                                        | -                 | -                                     | |
| 9 16-22/4      | Kedjevecka                         | Deltagarna skulle under veckan samla ihop så mycket pengar som det bara gick, då den som fick ihop mest fick en överraskning av Big Brother. Från början kedjades samtliga deltagare ihop i en viss ordning, som under veckans gång delades upp då vissa deltagare vann sin frihet. De deltagare som satt ihop hade dock chans att samla ihop pengar när en s.k. "Dollarman" (en man klädd med Big Brother-dollar över hela sig) klev in i huset. De skulle då försöka plocka av honom så mycket pengar de bara kunde. | -                         | Amandus, Hanna P | Hanna P                                    | -                 | -                                     | *P.g.a. regelbrott fick deltagarna utegångsförbud under 48 timmar (lördag och söndag) denna vecka. |
| 10 23-29/4     | Battle Week                        | Deltagarna tävlade denna vecka i individuella grenar och samlade därför ihop poäng och röster enskilt. Den som fick högst totalpoäng, Annica, fick som pris av Big Brother att få nominera en deltagare till utröstning. Annica valde Amandus som utröstningsbar. | Annica                    | Amandus, Hanna J, Tenny                                                                                                   | Tenny                                      | -                 | -                                     | *Torsdagen den 26 aprils natt förvarandlades Big Brother-huset till ett skräckhus (likt säsongen innan). |
| 11 30/4-6/5    | Superhjältar                       | De nio återstående i huset spelade denna vecka varsin superhjälte som hade en eller flera egenskaper som de andra var tvungna att följa efter. Under veckan fick deltagarna, med hjälp av sina "superkrafter", hitta på egna uppdrag (dvs. Big Brother gjorde inga tävlingar). | -                         | Camilla, Hanna J, Jennifer                                                                                                | Jennifer                                   | -                 | -                                     | *Big Brother autonominerade Camilla p.g.a. regelbrott veckan innan. *Nomineringarna skedde denna vecka helt öppet inför alla deltagarna. |
| 12 7-13/5      | Bröllop                            | Den här veckan flyttade paret Stephanie Berg och Mattias Dahlberg in i Big Brothers uppdragsrum, där de under veckan skulle förbereda sig på att få bli ett gift par. Under veckan skulle de övriga deltagarna i huset hålla i bröllopet, som ägde rum torsdagen den 10 maj. | -                         | Camilla, Hanna J, Vobban                                                                                                  | Vobban                                     | -                 | -                                     | *Big Brother autonominerade Camilla p.g.a. regelbrott veckan innan. |
| 13 14-20/5     | Freeze Tease & Release/ Radiovecka | Under veckan skulle deltagarna på en given signal stå helt stilla till dess Big Brother meddelade att de kunde röra sig igen (genom att spela Agnes Carlssons låt "Release Me"). Under veckan gjorde även de kvarvarande i huset egna radioprogram. Skillnaden mot föregående års radioprogram var att ett antal deltagare per gång fick göra radioprogram ihop samt att alla övriga deltagare kunde höra dess livesändning, vilket inte var fallet året innan. | -                         | Amandus, Annica, Camilla, Hanna J, Lars, Marcelo, Rodney                                                                  | Rodney, Camilla, (Marcelo)                 | -                 | -                                     | *Big Brother nominerade samtliga deltagare i huset till utröstning denna vecka. |
| 14 21-27/5     | Blod, svett & tårar                | Big Brother meddelade på måndagen att man inför finalen tuffat till tävlingen något. Från början tömdes hela Big Brother-huset på nödvändiga prylar. Därefter skulle deltagarna under hela veckan imponera på en jury som varje dag byttes ut, som sedermera skulle utse veckans vinnare och förlorare. Vinnaren fick sedan en fribiljett till finalveckan. Under veckan bestod jurygrupperna av fyra pensionärer, en gymnasieklass från Vetlanda samt Alex & Calle Schulman. Tittarna fick efter de tre juryerna avgöra vem av de två "finalisterna" som skulle vinna (Amandus eller Annica). De valde Amandus.          | Amandus                   | Annica, Hanna J, Lars, Marcelo                                                                                            | Lars, Marcelo                              | -                 | -                                     | * Den av de fyra som varje dag röstades ut av jurygrupperna från veckans tävlingar blev också nominerade till söndagens utröstning. |
| 15 28/5-3/6    | Finalveckan                        | Under finalveckan fick de tre återstående deltagarna i huset göra olika saker som skett under säsongen och fick dessutom möta gamla och nya vänner och familjemedlemmar. | -                         | Finalisterna: Amandus, Annica, Hanna J                                                                                    | Hanna J (1:a), Amandus (2:a), Annica (3:a) | -                 |                                       | |

## Större händelser

### Hemliga uppdrag
När de tolv första deltagarna gick in i Big Brotherhuset den första dagen fick tre av dessa varsitt hemligt uppdrag. Deltagarna Petronella Persson och Marcel Söderqvist fick som uppdrag att under den första veckan fejka att de är ett kärlekspar. Uppgiften skulle leda till en belöning, dock valde Petronella att avslöja det hela redan dag 2. Deltagaren Jimmy Österling fick i uppdrag att ge överrösande komplimanger till den första personen han hälsade på i huset, vilket blev Hanna Rosenberg

### Gravid i Big Brother
Deltagaren Nadia Lindén, som var den sista av de tolv att gå in i huset dag 1, visade sig vara gravid i vecka 36. Trots detta är hon en av deltagarna, men har fått ett särskilt rum i huset där hon eventuellt kommer föda sitt barn. I det första programmet gissade hon att barnet kommer att födas någon gång i mars. Nadia Lindén lämnade dock huset redan på kvällen dag 2, med anledningen att hon egentligen inte var uttagen för att tävla, utan för att starta första veckans uppdrag, vilket var att skapa faders- och moderskänslor för olika barn.

### Rockabilly i Big Brother
Den 8 mars bekräftade TV11 att rockabillybandet Top Cats skulle producera 2012 års Big Brother-låt under den sjätte veckan i huset. Bandet valde, genom två auditondagar i uppdragsrummet, sedan ut tre deltagare från huset som fick hjälpa till att sjunga låten. Valdes gjorde Hanna Johansson, Robert "Vobban" Jonsson och Rodney Da Silva. Big Brother-låten 2012 framfördes sedan i direktsändningen den 1 april 2012, och det visade sig att det var Top Cat's ett år gamla låt Sad but true som blev årets Big brotherlåt.

### Förlovning i huset
Den 16 april förlovade sig deltagarna Marcelo Peña och Annica Englund i Big Brother-husets guldrum. Detta skedde även i den föregående säsongen då Rodney Da Silva och Sanna Redsäter förlovade sig. Den förlovningen bröts dock, då det visade sig Da Silva och Redsäter förlovat sig på skoj. Peña och Englunds förlovning visade sig dock vara riktig då de fortsatte vara förlovade och även sambos i flera år efter tv-programmets slut.

### Utröstningstwist
Under livesändningen den 20 maj (dag 92) gjorde Big Brother för första gången denna säsong en utröstningstwist. Från början fick den person som fått minst antal röster (av de sju personerna i huset) lämna huset, vilket visade sig bli Rodney Da Silva. Därefter togs de två deltagare som fått näst minst respektive tredje minst röster ut ur huset (Camilla Jacobsen och Marcelo Peña) fram till studiodörren, för att de då också var utröstade. Däremot visade det sig att de inte alls var utröstade, utan att de fyra som var kvar i huset skulle på en minut få avgöra vem av de två som skulle få kliva in i huset igen. De fyra i huset singlade slant och beslöt att Marcelo fick komma in igen. Därmed var Camilla utröstad på riktigt. Innan livesändningen hade samtliga i huset fått reda på att alla i huset var nominerade till den söndagens utröstning.
Även i söndagsfinalen den 27 maj (dag 99) gjordes en liknande utröstningstwist, där först den deltagare som fått minst antal röster fick lämna huset (Lars) och därefter fick ytterligare en deltagare lämna huset (Marcelo).